# Sea Killer / Marte
Pour les articles homonymes, voir Marte.

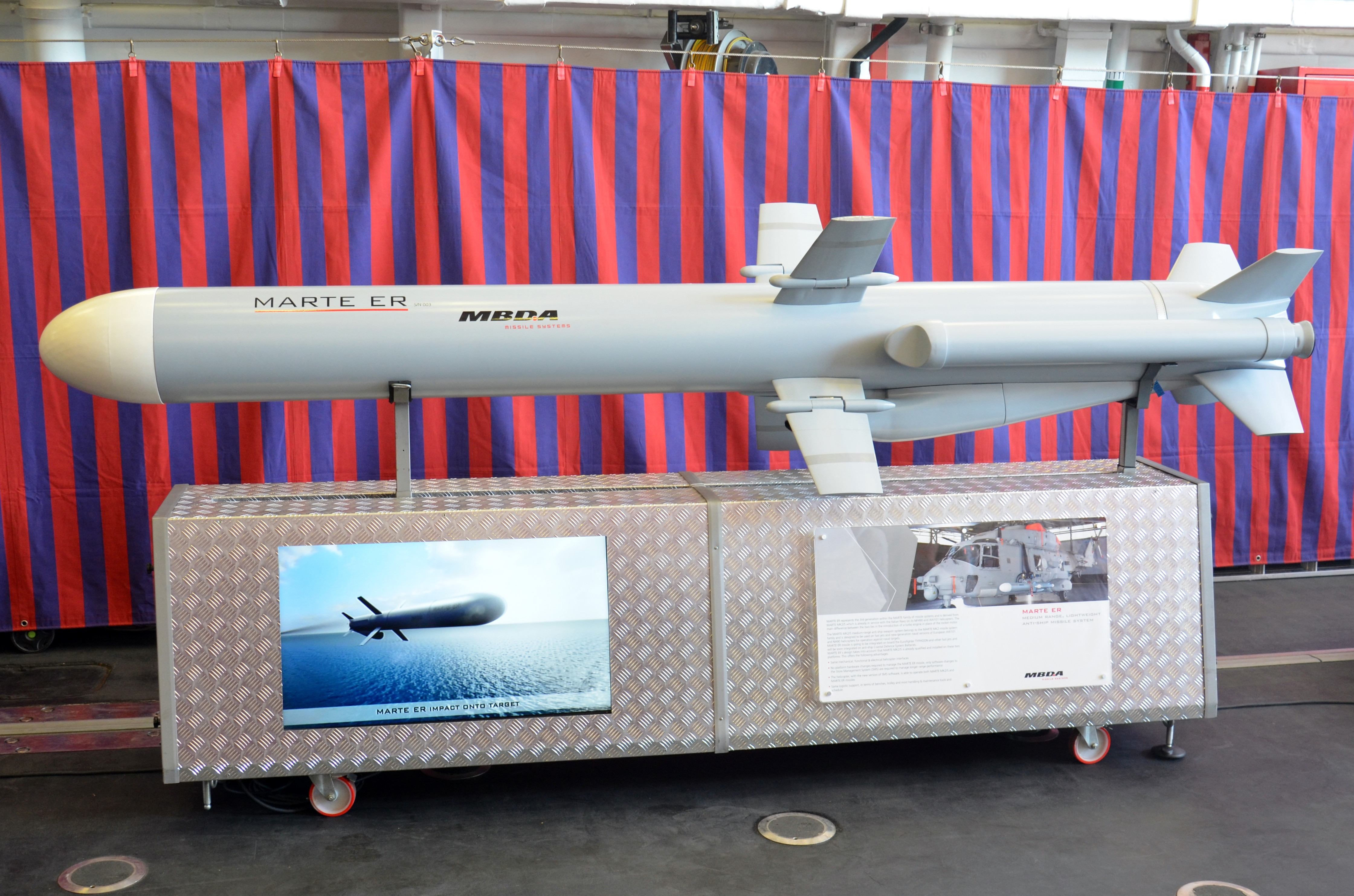
Missile Marte exposée à bord d'une frégate multi-missions italienne.

Sea Killer est une famille de missiles antinavires italiens produits par MBDA. Le dernier développement du système est connu sous le nom de Marte. Il s'agit d'un missile antinavire subsonique « Sea Skimmer », transportant une ogive semi-perforante 70 kg, construit en plusieurs versions, avec des systèmes de guidage différents, et convient au lancement depuis des navires ou des avions,,.
Le Marte Mk2 fut initialement développé dans les années 1960 et déployé par au moins six pays,,,,. Il fut utilisé pendant la guerre Iran-Irak, au cours de laquelle au moins six navires ont été touchés,.